# Reza Bazargan
Reza Bazargan (persisch رضا بازرگان; * 1931 in Teheran; † zwischen 2006 und 2010) war ein iranischer Skirennläufer.

## Karriere
Bazargan bildete 1956 gemeinsam mit Benik Amirian und Mahmoud Beiglou die erste iranische Mannschaft an Olympischen Winterspielen. Bei den Wettkämpfen in Innsbruck belegte er als bestes Ergebnis Rang 75 im Riesenslalom.
Zwei Jahre später trat er bei den Weltmeisterschaften in Bad Gastein an und erreichte dort sein bestes Ergebnis bei einem internationalen Großereignis mit dem 59. Platz in der Abfahrt

## Erfolge

### Olympische Winterspiele
- Cortina d’Ampezzo 1956: 75. Riesenslalom, DSQ Abfahrt, DSQ Slalom

### Weltmeisterschaften
- Cortina d’Ampezzo 1956: 75. Riesenslalom, DSQ Abfahrt, DSQ Slalom
- Bad Gastein 1958: 59. Abfahrt, 62. Riesenslalom[2], DNF Slalom[3]